# NGC 1878
NGC 1878 ist die Bezeichnung eines offenen Sternhaufens im Sternbild Mensa. Das Objekt wurde am 12. November 1836 von John Herschel entdeckt.